# Valor Kand
Valor Kand es un cantante, músico y compositor australiano, más conocido por ser el vocalista de la banda de deathrock Christian Death desde 1986. Ha estado además envuelto en otros proyectos musicales, como Pompeii 99 y Lover of Sin.

## Vida personal
Kand es un examante de Gitane Demone, con la que tuvo dos hijos, Sevan Kand y Zara Kand. Por otro lado Rozz Williams sirvió como su padrino.

## Discografía

### Pompeii 99
- Look at Yourself (1982)
- Ignorance Is the Control 7" EP (1982)

### Christian Death
- catastrophe ballet (1984)
- Ashes (1985)
- The Decomposition Of Violets - Live In Hollywood (1985)
- The wind kissed pictures E.P.(1985)
- Atrocities (1986)
- An Official Anthology Of "Live" Bootlegs (1986)
- The Scriptures' (1986)
- Sex and Drugs and Jesus Christ  (1988)
- All the Love All the Hate (Part 1 - All the Love) - 1989
- All The Love All The Hate (Part 2 - All the Hate) - 1989
- The Heretics Alive (1989)
- The Wind Kissed Pictures - Past And Present (1990)
- Insanus, Ultio, Proditio, Misericordia que (1990)
- Sexy Death God  (1994)
- Amen "live in Mexico city" (1995)
- Prophecies (1996)
- Pornographic Messiah (1998)
- Born Again Anti-Christian (2000)
- American Inquisition (2007)
- The Root Of All Evilution (2015)

### Lover of Sin
- Lover of Sin (2002)